# Karlo III., zapadnofranački kralj
Karlo III. Naivni ili Bezazleni (lat. Carolus Simplex) (17. rujna 879. – 7. listopada 929.) bio je franački kralj 898. – 923. godine, polubrat Luja III. i Karlomana.
Karlo III. je bio posmrtni sin kralja Luja II. Rodila ga je Adelajda Pariška. Poslije trogodišnjeg rata krajem 897. godine pobijedio je "nezakonitog" kralja Oda uz pomoć njemačkih vojnika. 
S ciljem sprječavanja daljnjih prodora Vikinga na francusko tlo daruje im ugovorom iz Saint Clair-sur-Eptea današnju Normandiju koja je po njima dobila ime (Normani, "ljudi sa sjevera"). Time je obvezao vikinškog vođu Rollona da brani cijelu Francusku od napada ostalih vikinških plemena. Tako je nastalo Vojvodstvo Normandija.
Njegova neoprezna vladavina kojom moćni plemići nisu bili niti najmanje zadovoljni rezultira na kraju njihovom uspješnom pobunom 922. godine. 
Tijekom kratkog rata Karlo je oboren, ali ne prije nego što je uspio likvidirati u bitci uzurpatora Roberta I. Pobunjeni plemići koji su pobijedili u ratu za svog novog kralja biraju Rudolfa, burgundskog vojvodu.
Karlo III. je do svoje smrti 929. bio zatvoren pod oružanom stražom. Njegov sin Luj IV. će poslije uzurpatorove smrti postati novi kralj.

## Supruge
Karlove su žene bile Frederuna i Edgiva. 
Frederuna je rodila samo kćeri, čija su imena: Gizela, Rotruda, Hildegarda, Frederuna (nazvana po majci), Ermentruda i Adelajda (nazvana po baki, Karlovoj majci). 
Edgiva je bila majka Luja IV. te sestra carice Edite.

## Poveznice
- Popis francuskih vladara